# Заньки (Житомирський район)
За́ньки — село в Україні, у Потіївській сільській територіальній громаді Житомирського району Житомирської області. Населення становить 275 осіб (2001).

## Історія
Село вперше згадується у 1583 році, як власність панів Тиша-Биковських. Початкова назва — Осіча. Пізніше поселення змінило назву на честь мешканця на ім'я Занько, який
тут мешкав у XVI столітті.
У 1618 році село належало до власності Василя Тиші-Биковського, куди, серед інших сіл, вчиняли набіги з грабунками повсталі козаки полковника Василя Мировицького, який раніше служив урядником у Теодора Тиші-Биковського

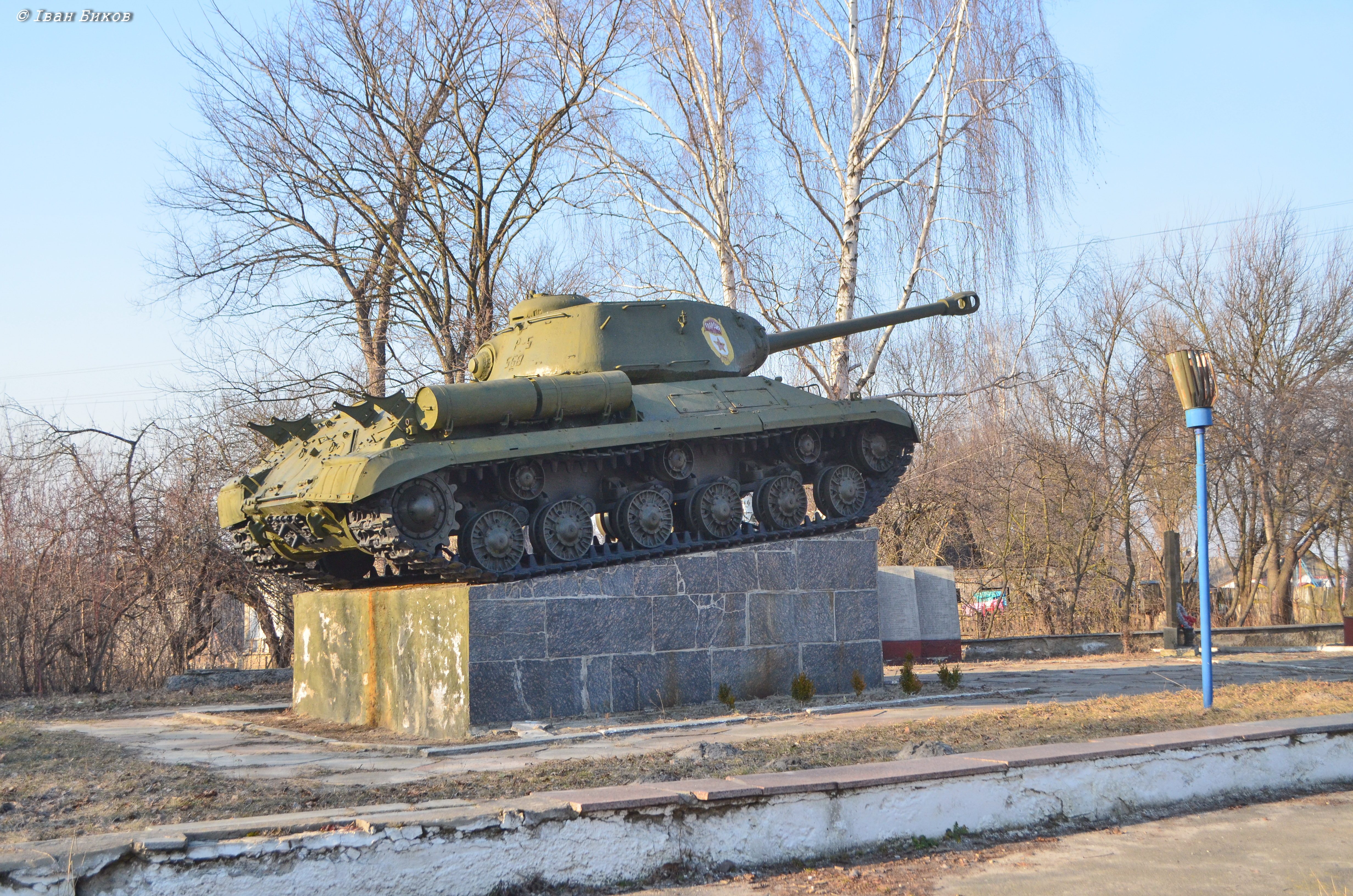
Пам'ятник братська могила радянських воїнів. Танк ІС-2.

У 1885 році колишнє власницьке село при струмку Сильної, дворів 29, мешканців 210; православна церква, школа.
В 1909—1912 роках парохом місцевої церкви Різдва Пресвятої Богородиці був Павло Гордовський, 1919 року закатований чекістами.
11 листопада 1921 р. під час Листопадового рейду у Заньках зупинилася на ночівлю Волинська група (командувач — Юрій Тютюнник) Армії Української Народної Республіки.
До 6 серпня 2015 року — адміністративний центр Заньківської сільської ради Радомишльського району Житомирської області.